# 張直鑑
张直鑑（1945年11月—），江苏人，中华人民共和国政治人物、外交官。

## 生平
1972年，进入中华人民共和国外交部工作，先后在驻加拿大大使馆、外交部礼宾司、驻休斯敦总领事馆任职。1993年，任外交学院副院长。1997年，任外交部礼宾司副司长。1998年，任全国人大常委会办公厅外事局局长。2002年3月，出任中华人民共和国驻芬兰大使。2006年4月，自驻芬兰大使离任。

## 家庭
已婚，有一女一子。